# Shebeen

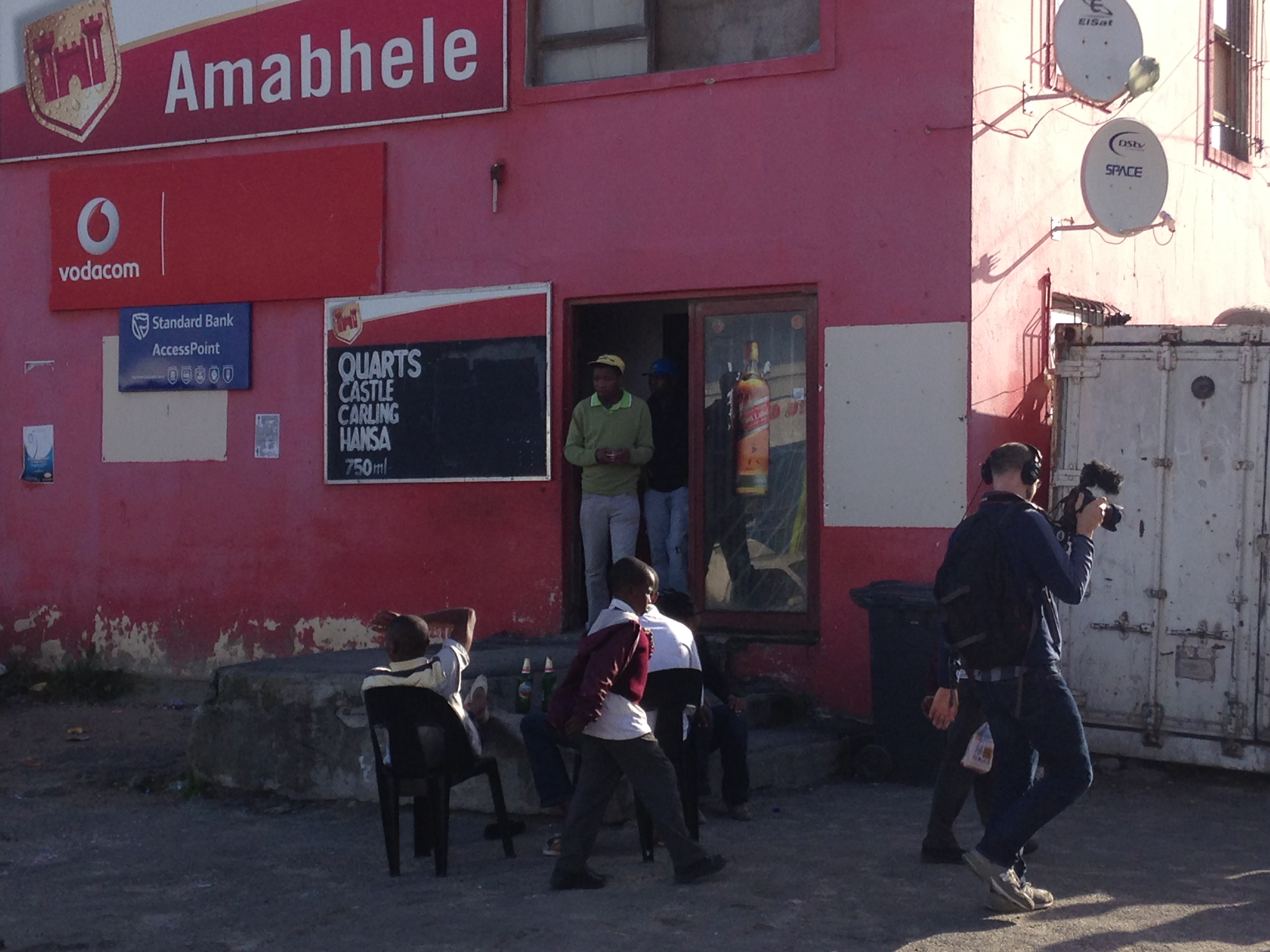
Shebeen à Joe Slovo Parc, Le Cap

Un shebeen (en irlandais : síbín) était à l'origine un bar ou un club illicite où des boissons alcoolisées étaient vendues sans licence. Le terme s'est propagé loin de ses origines irlandaises, en Écosse, au Canada, aux États-Unis, Angleterre, Zimbabwe, Caraïbes anglophones, en Namibie et en Afrique du Sud. En Afrique du Sud contemporaine, de nombreux shebeens sont maintenant tout à fait légaux,. Le mot dérive de l'Irlandais síbín, qui signifie « whisky illicite » ',.

## L'Afrique Du Sud
En Afrique du Sud et au Zimbabwe, les shebeens sont le plus souvent situés dans des townships, comme alternative aux pubs et bars, où, en vertu de l'apartheid à l'époque de la Rhodésie, les Africains n'avaient pas le droit d'entrer dans les pubs et bars réservés aux personnes d'ascendance européenne.
À l'origine les shebeens étaient exploités illégalement par des femmes appelées Shebeen Queens, occasionnant un renouveau de la tradition africaine qui attribuait le rôle du brassage de l'alcool aux femmes. Les Shebeen Queens vendaient des alcools brassés et distillés par elles-mêmes, et fournissaient aux clients un endroit où se rencontrer et discuter des questions politiques et sociales. Souvent, les clients et les propriétaires étaient arrêtés par la police, bien que les shebeens soient souvent rouverts en raison de leur importance dans l'unification de la communauté et de leur capacité à fournir un endroit sûr de discussion. Au cours de la période de l'apartheid, les shebeens sont devenus des lieux de réunion cruciaux pour les militants, permettant d'attirer des militants de la classe ouvrière et des membres de la communauté, tandis que d'autres attiraient les avocats, les médecins et les musiciens.
Les shebeens proposaient également de la musique et de la danse, ce qui permettait aux usagers de s'exprimer culturellement, et qui a contribué à donner naissance au genre musical kwaito. Actuellement, les shebeens sont légaux en Afrique du Sud et sont devenus une partie intégrante de la culture urbaine sud-africaine, servant des bières commerciales ainsi que la biètre traditionnelle umqombothi, faite à partir de maïs et de sorgho. Les shebeens forment encore une partie importante de l'actuelle scène sociale. Dans l'Afrique du Sud contemporaine, ils remplissent une fonction similaire aux juke joints pour les afro-américains du le sud rural. Ils représentent le sens de la communauté, de l'identité et de l'appartenance.
Aujourd'hui, ils ont recours à la jeunesse sud-africaine et appartiennent pour la plupart à des hommes. Les shebeens sont en plein essor, alors que les Sud-Africains tentent de préserver une partie de leur patrimoine culturel.

## États-Unis
Aux États-Unis, le mot shebeen était généralement utilisé par les immigrants Irlandais qui travaillaient dans l'industrie de l'anthracite en Pennsylvanie[réf. nécessaire].